# Последовательные землетрясения
Последовательные землетрясения в сейсмологии — задвоенные (двукратные) землетрясения (дуплеты англ. doublet) или даже множественные (многократные) землетрясения (мультиплеты англ. multiplet; не путать с мультиплетами в физической химии), происходящие в одной и той же сейсмогенной зоне. Их основным признаком, помимо примерного совпадения эпицентра, является схожая форма волны (сейсмической), хотя по времени данные сейсмособытия могут разделять годы.

## Научное объяснение
Задвоенные/множественные сейсмособытия (многократные землетрясения)  имеют почти тождественную форму сейсмических волн, поскольку они происходят из одной и той же зоны разрыва и поля напряжений, а также примерно одинаковы по силе. Эти особенности позволяют отличать последовательные, повторяющиеся землетрясения от афтершоков и форшоков, которые случаются вне зоны основного разрыва/разлома, что сказывается на их сейсмических свойствах в сторону уменьшения силы толчков.

## См.также
- Симуширское землетрясение (2006—2007)